# 핀과 제이크의 어드벤처 타임 시즌 5
《핀과 제이크의 어드벤처 타임》의 다섯 번째 시즌은 2012년 11월 12일부터 2014년 3월 17일까지 미국 카툰 네트워크에서 방영되었다. 프레드레이터 스튜디오와 카툰 네트워크 스튜디오에서 제작한 이 작품은 종말 이후의 세상인 우 랜드에서 사는 인간 소년 핀과, 마법의 힘으로 몸의 크기와 모양을 자유자재로 변화시킬 수 있는 개 제이크의 모험을 다루고 있다.
시즌 5는 총 52개 에피소드로 구성되어 지난 시즌과 대비하여 화수가 2배 가량 많아졌다. 톰 허피치, 제시 모이니핸, 콜 산체스, 리베카 슈거, 스티브 울프하드, 스카일러 페이지, 솜빌레이 제이어폰, 아코 카스투에라, 마이클 디포지, 켄트 오즈번, 데이비드 오라일리, 펜들턴 워드, 그레이엄 폴크, 토머스 웰먼, 루크 피어슨, 수 킴, 앤디 리스타이노가 스토리보드 작가를 맡았다. 또한 객원 애니메이터로 제임스 오라일리와 제임스 벡스터가 각각 〈A Glitch is a Glitch〉와 〈James Baxter the Horse〉 제작에 참여하였다. 이 시즌을 끝으로 리베카 슈거는 《스티븐 유니버스》, 스카일러 페이지는 《클라렌스는 엉뚱해!》 제작을 위해 《어드벤처 타임》을 떠났다. 또한 워드가 쇼러너로 참여한 마지막 시즌이기도 하였다.
처음 방영한 2부작 에피소드 〈Finn the Human〉과 〈Jake the Dog〉는 343만 5천 명의 시청자 수를 기록하며 시즌 4 첫 화와 마지막 화에 비해 상승한 수치를 기록하였다. 마지막 에피소드 〈Billy's Bucket List〉는 233만 5천 명이 시청하였다.

## 개발

### 설정
이 작품은 종말 이후의 세상인 우 랜드에서 살고 있는 인간 소년 핀과, 마법의 힘으로 몸의 크기와 모양을 자유자재로 변화할 수 있는 개 제이크의 모험을 다루고 있다. 그 외 주요 등장인물로는 버블검 공주, 얼음 대왕, 뱀파이어 여왕 마르셀린 등이 있다. 주된 에피소드 전개로는 핀과 제이크가 이상한 생명체를 조사하거나 얼음 대왕과 상대하고, 다른 이들을 돕기 위해 괴물들을 무찌르는 이야기 등이 있다. 몇몇 에피소드는 불꽃 공주를 향한 핀의 사랑을 다루고 있다. 이번 시즌에서는 불꽃 공주와 완전히 헤어지게 되는 핀의 이야기와 레몬 그랩의 이야기, 멀티버스 속 모든 생명체를 없애려는 리치와 상대하는 핀과 제이크의 이야기를 다루고 있다. 또한 마지막 에피소드에선 핀의 아버지가 살아있음을 암시하는 내용과 함께 시즌이 끝난다.

### 제작

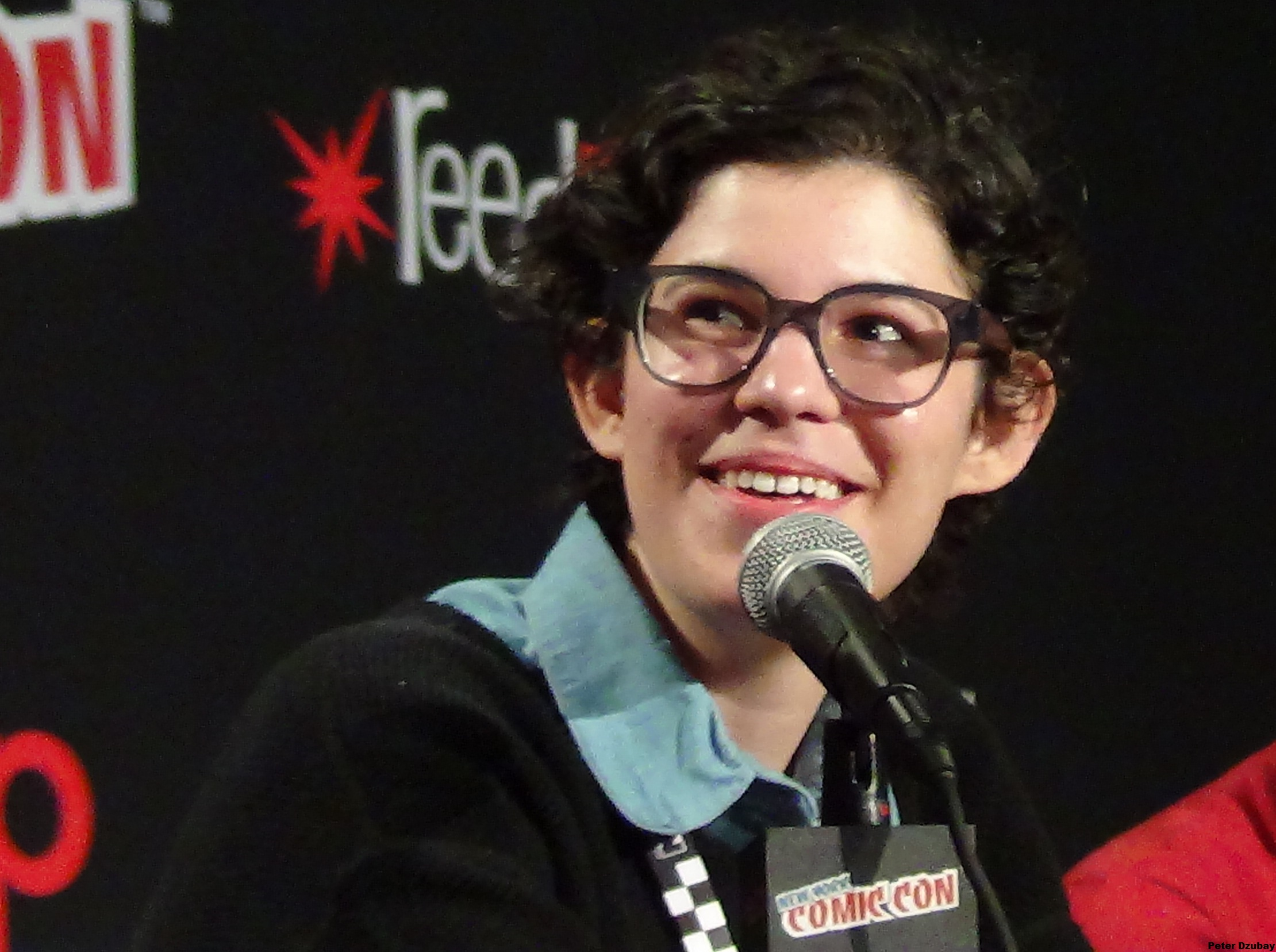
이번 시즌은 리베카 슈거가 스토리보드 작가로 참여한 마지막 시즌이다.

2012년 10월 12일, 카툰 네트워크는 공식적으로 《어드벤처 타임》의 다섯 번째 시즌 방영 확정을 발표하였다. 2012년 11월 2일에는 프레드레이터 스튜디오에서 에피소드 제목을 공개하였다. 작품 번호에 따르면 〈Finn the Human〉이 가장 먼저 제작된 에피소드으로 마찬가지로 실제 방영도 가장 먼저 이루어졌다. 이번 시즌은 앞전 시즌들의 두 배 분량에 해당하는 52화의 에피소드가 방영되었다. 프레드레이터와 스토리보드 작가 제시 모이니핸에 따르면 4부작 스페셜 에피소드를 기점으로 시즌이 반으로 나뉘어질 예정이었으나, 스페셜 제작이 지연되다가 나중에는 결국 아예 무산되며 취소되었다. 이 시기 계획된 스페셜의 일부 요소는 시즌 6의 〈Something Big〉에서 재사용되었다. 제작 과정에서 시즌의 첫 절반은 시즌 5.1, 나머지 절반은 시즌 5.2로 언급되었다.
열다섯 번째 에피소드 〈A Glitch Is a Glitch〉는 객원 애니메이터인 데이비드 오라일리(David OReilly)가 3D 애니메이션을 이용하여 제작되었다. 애덤 무토에 따르면 오라일리에게 처음 관심을 보낸 사람은 바로 펜들턴 워드였다. 제작진들은 앞선 시즌에 오라일리가 제작에 참여하기를 원했으나, 카툰 네트워크에서 객원 애니메이터를 선택하는 것을 주저하였기에 무산된 바가 있었다. 결국 방송국의 허가를 받고 난 뒤, 시즌 5에 이르러 에피소드가 제작이 될 수 있었다. 추가로 영국의 애니메이터 제임스 벡스터(James Baxter)가 에피소드 〈James Baxter the Horse〉에 객원 애니메이터로 참여하였다. 시즌의 처음 절반 동안 각본은 주로 워드와 켄트 오즈번, 패트릭 맥헤일(Patrick McHale)이 담당하였으나, 맥헤일은 《숨겨진 숲의 비밀》 제작을 위해 작품을 떠났다. 이후 나머지 후반부에서는 잭 펜다비스와 애덤 무토가 작가로 참여하게 된다.
스토리보드 작가로는 톰 허피치, 제시 모이니핸, 콜 산체스, 리베카 슈거, 스티브 울프하드, 스카일러 페이지, 솜빌레이 제이어폰(Somvilay Xayaphone), 아코 카스투에라, 마이클 디포지(Michael DeForge), 켄트 오즈번, 데이비드 오라일리(David OReilly), 그레이엄 폴크(Graham Falk), 토머스 웰먼(Thomas Wellmann), 루크 피어슨, 수 킴(Seo Kim), 앤디 리스타이노(Andy Ristaino)가 참여했다. 슈거는 〈Simon & Marcy〉를 끝으로 《스티븐 유니버스》 제작을 위해, 스카일러 페이지는 〈Davey〉를 끝으로 《클라렌스는 엉뚱해!》 제작을 위해 《어드벤처 타임》을 떠났다.
《롤링 스톤》과의 인터뷰에 따르면, 워드는 이번 시즌 제작 중 쇼러너 자리에서 물러나며 무토에게 해당 자리를 넘겨주었다. 워드는 자신이 내향적인 성격을 갖고 있다고 말하며 매일 사람들과 상대하는 것에 매우 지쳤다고 말하였다. 이후 워드는 스토리보드 아티스트와 작가로서 작품에 여전히 참여하며, 매 다섯 번째 에피소드마다 워드의 이야기를 담고 있다고 밝혔다.

## 방영 및 반응

### 시청자 수
이번 시즌은 2012년 11월 12일 2부작 〈Finn the Human〉와 〈Jake the Dog〉로 첫 방영이 시작되었다. 두 에피소드는 총 343만 5천 명이 시청하며 지난 시즌의 첫 화 대비 거의 100만 명이 증가한 수치를 보였고, 동시에 시즌 최고 시청률을 기록하였다. 그 외 〈Jake the Dad〉, 〈Bad Little Boy〉, 〈Frost & Fire〉가 각각 319만 명, 307만 7천 명, 300만 9천 명이 시청하며 300만 명이 넘는 시청자 수를 기록하였다. 2014년 3월 7일 방영한 마지막 에피소드 〈Billy's Bucket List〉는 233만 5천 명이 시청하였다.

### 평가 및 수상
《디 A.V. 클럽》의 올리버 사바(Oliver Sava)는 '실험적인' 시즌이었다고 말하며 작가진들이 "10분이라는 시간 안에 자신들이 무엇을 할 수 있는지 계속 실험한다"라고 말하였다. 그 대표적인 예로 첫 에피소드 〈Finn the Human〉 / 〈Jake the Dog〉와 〈All the Little People〉, 〈Shh!〉를 뽑았으며, 〈A Glitch is a Glitch〉와 같이 다양한 형식의 애니메이션을 시도하는 것에 대해 긍정적인 평을 내렸다. 《더 데일리 비스트》의 리치 골드스타인(Rich Goldstein)은 시즌을 거치며 감정의 깊이가 커지고 있으며 특히 〈Simon & Marcy〉가 두드러졌다고 평가하였다.
2013년 6월에는 크리틱스 초이스 텔레비전 상에 최고의 애니메이션 시리즈 부문의 후보에 올랐다. 제65회 프라임타임 에미상에선 단편 애니메이션상 후보에 〈Simon & Marcy〉가 올랐으며, 전 캐릭터 디자이너인 앤디 리스타이노는 〈Puhoy〉에서의 업적을 인정받아 애니메이션 부문 뛰어난 개인상을 수상하였다. 이후 2014년에 열린 제66회 프라임타임 에미상에선 〈Be More〉가 단편 애니메이션상 후보에 올랐다. 예술 감독 닉 제닝스(Nick Jennings)는 〈Wizards Only, Fools〉로 리스타이노와 동일한 부문에서 에미상을 수상하였다.

## 에피소드 목록
| 전체 번호 | 시즌 번호 | 제목 한국어판 제목                                               | 감독                          | 작가                                    | 본 방송 날짜     | 한국 방송 날짜   | 제작 번호 | 시청자 수 (100만) |
| --------- | --------- | ---------------------------------------------------------------- | ----------------------------- | --------------------------------------- | ---------------- | ---------------- | --------- | ----------------- |
| 105       | 1         | "Finn the Human" "'핀'이라는 인간"                               | 래리 레이클리터d 네이트 캐시s | 톰 허피치, 제시 모이니핸                | 2012년 11월 12일 | 2013년 9월 11일  | 1014-105  | 3.44              |
| 106       | 2         | "Jake the Dog" "'제이크'라는 개"                                 | 래리 레이클리터d 애덤 무토s   | 콜 산체스, 리베카 슈거                  | 2012년 11월 12일 | 2013년 9월 11일  | 1014-106  | 3.44              |
| 107       | 3         | "Five More Short Graybles" "또 다른 다섯 가지 이야기"            | 래리 레이클리터d 네이트 캐시c | 톰 허피치, 스티브 울프하드              | 2012년 11월 19일 | 2013년 9월 12일  | 1014-107  | 2.60              |
| 108       | 4         | "Up a Tree" "나무 위 세상"                                       | 래리 레이클리터d 애덤 무토c   | 스카일러 페이지, 솜빌레이 제이어폰      | 2012년 11월 26일 | 2013년 9월 12일  | 1014-108  | 2.38              |
| 109       | 5         | "All the Little People" "작은 녀석들"                            | 래리 레이클리터d 네이트 캐시c | 아코 카스투에라, 제시 모이니핸          | 2012년 12월 3일  | 2013년 9월 18일  | 1014-109  | 2.53              |
| 110       | 6         | "Jake the Dad" "제이크, 아빠 되다"                               | 래리 레이클리터d 네이트 캐시c | 톰 허피치, 스티브 울프하드              | 2013년 1월 7일   | 2013년 9월 19일  | 1014-111  | 3.19              |
| 111       | 7         | "Davey" "데이비"                                                 | 래리 레이클리터d 애덤 무토c   | 스카일러 페이지, 솜빌레이 제이어폰      | 2013년 1월 14일  | 2013년 9월 19일  | 1014-112  | 2.31              |
| 112       | 8         | "Mystery Dungeon" "지하 감옥의 미스터리"                         | 래리 레이클리터d 네이트 캐시s | 아코 카스투에라, 제시 모이니핸          | 2013년 1월 21일  | 2013년 9월 25일  | 1014-113  | 2.71              |
| 113       | 9         | "All Your Fault" "전부 다 너 때문이야"                           | 래리 레이클리터d 네이트 캐시c | 톰 허피치, 스티브 울프하드              | 2013년 1월 28일  | 2013년 9월 25일  | 1014-115  | 2.71              |
| 114       | 10        | "Little Dude" "꼬마 친구"                                        | 애덤 무토s                    | 마이클 디포지, 콜 산체스                | 2013년 2월 4일   | 2013년 9월 26일  | 1014-114  | 2.60              |
| 115       | 11        | "Bad Little Boy" "나쁜 소년"                                     | 래리 레이클리터d 네이트 캐시c | 콜 산체스, 리베카 슈거                  | 2013년 2월 18일  | 2013년 9월 18일  | 1014-110  | 3.08              |
| 116       | 12        | "Vault of Bones" "해골들의 지하 감옥"                            | 애덤 무토s                    | 켄트 오즈번, 솜빌레이 제이어폰          | 2013년 2월 25일  | 2013년 9월 26일  | 1014-116  | 2.70              |
| 117       | 13        | "The Great Bird Man" "위대한 새 인간"                            | 네이트 캐시s                  | 아코 카스투에라, 제시 모이니핸          | 2013년 3월 4일   | 2013년 10월 2일  | 1014-117  | 2.58              |
| 118       | 14        | "Simon & Marcy" "사이먼과 마르셀린"                              | 애덤 무토s                    | 콜 산체스, 리베카 슈거                  | 2013년 3월 25일  | 2013년 10월 2일  | 1014-118  | 2.60              |
| 119       | 15        | "A Glitch Is a Glitch" "오류는 오류다"                           | 데이비드 오라일리g            | 데이비드 오라일리                       | 2013년 4월 1일   | 2013년 10월 3일  | 1014-120  | 2.00              |
| 120       | 16        | "Puhoy" "푸호이"                                                 | 네이트 캐시s                  | 톰 허피치, 스티브 울프하드              | 2013년 4월 8일   | 2013년 10월 3일  | 1014-119  | 2.75              |
| 121       | 17        | "BMO Lost" "길 잃은 비모"                                        | 네이트 캐시s                  | 톰 허피치, 스티브 울프하드              | 2013년 4월 15일  | 2013년 10월 9일  | 1014-123  | 2.39              |
| 122       | 18        | "Princess Potluck" "모여라 파티"                                 | 애덤 무토s                    | 켄트 오즈번, 콜 산체스                  | 2013년 4월 22일  | 2013년 10월 10일 | 1014-122  | 2.27              |
| 123       | 19        | "James Baxter the Horse" "'제임스 벡스터'라는 말"                | 애덤 무토s                    | 펜들턴 워드, 솜빌레이 제이어폰          | 2013년 5월 6일   | 2013년 10월 10일 | 1014-124  | 2.21              |
| 124       | 20        | "Shh!" "쉬!"                                                     | 엘리자베스 이토s              | 그레이엄 폴크                           | 2013년 5월 13일  | 2013년 10월 16일 | 1014-129  | 2.35              |
| 125       | 21        | "The Suitor" "청혼자"                                            | 네이트 캐시s                  | 제시 모이니핸, 토머스 웰먼              | 2013년 5월 20일  | 2013년 10월 16일 | 1014-130  | 2.41              |
| 126       | 22        | "The Party's Over, Isla de Señorita" "파티는 끝났다"             | 엘리자베스 이토s              | 켄트 오즈번, 콜 산체스                  | 2013년 5월 27일  | 2013년 10월 17일 | 1014-131  | 2.11              |
| 127       | 23        | "One Last Job" "마지막으로 한 건"                                | 네이트 캐시s                  | 아코 카스투에라, 제시 모이니핸          | 2013년 6월 10일  | 2013년 10월 9일  | 1014-121  | 2.38              |
| 128       | 24        | "Another Five More Short Graybles" "또 또 다른 다섯 가지 이야기" | 네이트 캐시s                  | 톰 허피치, 스티브 울프하드              | 2013년 6월 17일  | 2013년 10월 17일 | 1014-132  | 2.27              |
| 129       | 25        | "Candy Streets" "캔디 거리"                                      | 엘리자베스 이토s              | 루크 피어슨, 솜빌레이 제이어폰          | 2013년 6월 24일  | 2013년 10월 24일 | 1014-133  | 2.09              |
| 130       | 26        | "Wizards Only, Fools" "오직 마법사만"                            | 네이트 캐시s                  | 제시 모이니핸, 토머스 웰먼              | 2013년 7월 1일   | 2013년 10월 24일 | 1014-134  | 2.50              |
| 131       | 27        | "Jake Suit" "제이크를 입다!"                                     | 엘리자베스 이토s              | 켄트 오즈번, 콜 산체스                  | 2013년 7월 15일  | 2014년 1월 22일  | 1014-135  | 2.46              |
| 132       | 28        | "Be More" "비모의 고향"                                          | 네이트 캐시s                  | 톰 허피치, 스티브 울프하드              | 2013년 7월 22일  | 2014년 1월 23일  | 1014-136  | 2.67              |
| 133       | 29        | "Sky Witch" "하늘 마녀 '마자'"                                   | 네이트 캐시s                  | 아코 카스투에라, 제시 모이니핸          | 2013년 7월 29일  | 2014년 1월 30일  | 1014-138  | 2.08              |
| 134       | 30        | "Frost & Fire" "얼음대왕과 불꽃공주"                             | 엘리자베스 이토s              | 루크 피어슨, 솜빌레이 제이어폰          | 2013년 8월 5일   | 2014년 1월 29일  | 1014-137  | 3.01              |
| 135       | 31        | "Too Old" "연상의 한계"                                          | 네이트 캐시s                  | 톰 허피치, 스티브 울프하드              | 2013년 8월 12일  | 2014년 2월 6일   | 1014-140  | 2.38              |
| 136       | 32        | "Earth & Water" "솔직하게 말해"                                  | 엘리자베스 이토s              | 수 킴, 솜빌레이 제이어폰                | 2013년 9월 2일   | 2014년 2월 12일  | 1014-141  | 1.86              |
| 137       | 33        | "Time Sandwich" "타임 샌드위치"                                  | 엘리자베스 이토s              | 켄트 오즈번, 콜 산체스                  | 2013년 9월 9일   | 2014년 2월 5일   | 1014-139  | 1.98              |
| 138       | 34        | "The Vault" "쇼코 이야기"                                        | 네이트 캐시s                  | 아코 카스투에라, 제시 모이니핸          | 2013년 9월 16일  | 2014년 2월 13일  | 1014-142  | 2.26              |
| 139       | 35        | "Love Games" "러브 게임"                                         | 엘리자베스 이토s              | 켄트 오즈번, 앤디 리스타이노, 콜 산체스 | 2013년 9월 23일  | 2014년 2월 19일  | 추후 공개 | 2.02              |
| 140       | 36        | "Dungeon Train" "무한게임의 기차"                                | 네이트 캐시s                  | 톰 허피치, 스티브 울프하드              | 2013년 9월 30일  | 2014년 2월 20일  | 1014-144  | 2.04              |
| 141       | 37        | "Box Prince" "고양이 왕자님"                                     | 엘리자베스 이토s              | 수 킴, 솜빌레이 제이어폰                | 2013년 10월 7일  | 2014년 3월 5일   | 1014-145  | 1.99              |
| 142       | 38        | "Red Starved" "마르셀린을 조심해"                                | 네이트 캐시s                  | 아코 카스투에라, 제시 모이니핸          | 2013년 10월 14일 | 2014년 3월 6일   | 추후 공개 | 1.77              |
| 143       | 39        | "We Fixed a Truck" "트럭을 고쳐요"                               | 엘리자베스 이토s              | 앤디 리스타이노, 콜 산체스              | 2013년 10월 21일 | 2014년 6월 4일   | 추후 공개 | 2.02              |
| 144       | 40        | "Play Date" "놀이 친구"                                          | 엘리자베스 이토s              | 수 킴, 켄트 오즈번, 솜빌레이 제이어폰   | 2013년 11월 4일  | 2014년 6월 11일  | 1014-149  | 1.92              |
| 145       | 41        | "The Pit" "악마의 함정"                                          | 네이트 캐시s                  | 아코 카스투에라, 제시 모이니핸          | 2013년 11월 18일 | 2014년 6월 12일  | 추후 공개 | 2.27              |
| 146       | 42        | "James" "제임스"                                                 | 엘리자베스 이토s              | 앤디 리스타이노, 콜 산체스              | 2013년 11월 25일 | 2014년 6월 18일  | 1014-151  | 2.61              |
| 147       | 43        | "Root Beer Guy" "명탐정 루트비어"                                | 애덤 무토s                    | 그레이엄 폴크                           | 2013년 12월 2일  | 2014년 6월 19일  | 1014-153  | 1.84              |
| 148       | 44        | "Apple Wedding" "요절복통 결혼식"                                | 네이트 캐시s                  | 톰 허피치, 스티브 울프하드              | 2014년 1월 13일  | 2014년 6월 5일   | 1014-148  | 1.86              |
| 149       | 45        | "Blade of Grass" "풀의 검"                                       | 엘리자베스 이토s              | 수 킴, 솜빌레이 제이어폰                | 2014년 1월 20일  | 2014년 7월 2일   | 1014-154  | 2.61              |
| 150       | 46        | "Rattleballs" "검볼 수호자의 슬픈 사연"                          | 엘리자베스 이토s              | 앤디 리스타이노, 콜 산체스              | 2014년 1월 27일  | 2014년 7월 3일   | 1014-156  | 2.21              |
| 151       | 47        | "The Red Throne" "왕좌는 누구에게?"                              | 엘리자베스 이토s              | 수 킴, 솜빌레이 제이어폰                | 2014년 2월 10일  | 2014년 7월 9일   | 1014-158  | 2.11              |
| 152       | 48        | "Betty" "베티의 모험"                                            | 네이트 캐시s 애덤 무토s       | 아코 카스투에라, 제시 모이니핸          | 2014년 2월 24일  | 2014년 7월 10일  | 1014-155  | 1.71              |
| 153       | 49        | "Bad Timing" "시간 여행"                                         | 애덤 무토s                    | 켄트 오즈번, 펜들턴 워드                | 2014년 3월 3일   | 2014년 7월 17일  | 1014-160  | 1.45              |
| 154       | 50        | "Lemonhope" "레몬희망"                                           | 네이트 캐시s                  | 톰 허피치, 스티브 울프하드              | 2014년 3월 10일  | 2014년 6월 25일  | 1014-152  | 1.97              |
| 155       | 51        | "Lemonhope" "레몬희망"                                           | 네이트 캐시s                  | 톰 허피치, 스티브 울프하드              | 2014년 3월 10일  | 2014년 6월 26일  | 1014-157  | 1.97              |
| 156       | 52        | "Billy's Bucket List" "빌리의 버킷 리스트"                       | 네이트 캐시s 애덤 무토s       | 아코 카스투에라, 제시 모이니핸          | 2014년 3월 17일  | 2014년 7월 16일  | 1014-159  | 2.34              |

- ^d 감독(Director)
- ^c 크리에이티브 감독(Creative director)
- ^s 수퍼바이징 감독(Supervising director)
- ^g 객원 감독(Guest director)

## 홈 미디어
| 《Adventure Time: The Complete Fifth Season》                                      |                                                                                    |                                                                                            |                                                                                            |
| 세부 정보                                                                          | 세부 정보                                                                          | 특별 부록                                                                                  | 특별 부록                                                                                  |
| - 에피소드 52편 - 디스크 4개 구성 - 1.78:1 종횡비 - 영어 자막 - 돌비 스테레오 지원 | - 에피소드 52편 - 디스크 4개 구성 - 1.78:1 종횡비 - 영어 자막 - 돌비 스테레오 지원 | - “Adventure Time Forever” 영상 - 애니매틱스 영상 - 스페셜 달팽이 찾기(Special Snail Hunt) | - “Adventure Time Forever” 영상 - 애니매틱스 영상 - 스페셜 달팽이 찾기(Special Snail Hunt) |
| 발매 날짜                                                                          |                                                                                    |                                                                                            |                                                                                            |
| 지역 코드 1                                                                        | 지역 코드 4                                                                        | 지역 코드 A                                                                                | 지역 코드 B                                                                                |
| 2015년 7월 14일                                                                    | 2015년 9월 16일(1부) 2015년 11월 4일(2부)                                          | 2015년 7월 14일                                                                            | 2015년 9월 16일(1부) 2015년 11월 4일(2부)                                                  |